# The Sims 4: Свадебные истории
The Sims 4: Свадебные истории (англ. My Wedding Stories) — одиннадцатый игровой набор к компьютерной игре The Sims 4. Выход которого состоялся 23 февраля 2022 года на цифровых платформах Origin и Steam. 
Набор значительно расширяет игровой процесс, связанный со свадебными церемониями и добавляет городок для проведения свадеб. Разработчики ставили перед собой цель расширить взаимодействия, связанные со свадебной церемонией и сделать свадебные мероприятия индивидуальнее, в том числе добавить некоторые культурные традиции. Анонс игрового набора был омрачён известием об отсутствии выпуска дополнения на территории России из-за предполагаемого нарушения анти-гейского закона из-за промо-обложки с лесбийской парой, однако выпуск набора состоялся из-за массовых протестов русскоязычных фанатов The Sims 4.
Реакция у игровых критиков на игровой набор была неоднозначная, с одной стороны он похвалили дополнение за новые свадебные взаимодействия и добавленный городок Тортозу, с другой стороны же указали на обилие внутриигровых ошибок, сильно портящих игровой опыт.

## Игровой процесс
Хотя The Sims 4 уже позволяет проводить свадебные церемонии, игровой набор «Свадебные истории» значительно расширяет данный игровой процесс и предлагает значительно больше игрового материала по теме свадьбы. Симы могут планировать свадьбу, проходя несколько этапов подготовки. Они могут изучать разные площадки, чтобы выбрать место для церемонии, подобрать подходящий декор, платья, дегустировать торты. Подготовка также включает в себя например помолвку, репетиции или «последний день холостяка». Сами свадебные мероприятия включают в себя также дополнительные взаимодействия, например возможность произносить тосты, речи, дополнительные виды танцев, подружки невест или друзья жениха, возможность выбирать стиль своей свадебной вечеринки или организовывать вечеринку после свадьбы. Игровой набор предлагает обширную коллекцию свадебных нарядов для невесты и жениха, как традиционные, так современные или нестандартные варианты. Набор также предлагает разные этнические наряды и церемонии, например китайские или индийские наряды с чайной церемонией.
Игровой набор также вводит жилой игровой мир Тартозу, вдохновлённую прибрежными городами Италии и предлагающую несколько локаций для проведения свадебных церемоний и вечеринок.

## Разработка, анонс и выход
Разработчики заметили, что вместе с игровым набором хотели сделать свадьбу в игре более личным, настраиваемым и даже забавным опытом нежели то, что изначально предлагает базовая The Sims 4. Дополнение призвано расширить опыт игры за семью, так и оставить в памяти симов особые, незабываемые моменты. Вместе с дополнением была добавлена подробная кастомизация свадебного мероприятия, возможность выбрать конкретные действия для праздника, подобрать стиль для свадьбы. Разработчики хотели добавить больше инклюзивности в свадебное мероприятие, например позволяя проводить мероприятия в гендерно нейтральном стиле или же придерживаться нескольких культурных традиций, в частности китайских и индийских. Разработчики сотрудничали с несколькими сим-блоггерами, создавшими несколько готовых участков для городка Тартозы, также они предлагали разные идеи для свадебных мероприятий. Игровой мир Тартоза создан по образу живописных городов на побережье средиземного моря, разработчики уделили особое вниманию красивым пейзажам, как важному атрибуту свадебных церемоний. Создатели заметили, что Тартоза стала для них самым сложным городом для достижения этой цели.
Выход игрового набора был запланирован на 17 февраля 2022 года для платформ ПК и Mac на площадках Origin и Steam, а также для игровых приставок PlayStation 5, PlayStation 4 и Xbox, через несколько дней после празднования дня святого Валентина. Игровой трейлер демонстрировался 8 февраля 2022 года. Хотя ещё до анонса, разработчики допустили ряд информационных утечек, сообщающих об основной тематике расширения.
Реакция игрового сообщества на анонс игрового набора в целом была положительной, учитывая, что свадебная тематика остаётся одной из самых популярных тем у игроков The Sims 4. Игровой трейлер набора показывал свадьбу лесбийской пары. Тем не менее после выхода игровой набор подвергся массовой критике за обилие внутриигровых ошибок. В ответ на критику разработчики выпустили в конце марта патч, исправляющий значительную часть этих ошибок.
В сентябре 2024 года было выпущено обновление, исправившее основные ошибки при проведении свадьбы, а также ряд функций, призванных лучше контролировать ход свадьбы. 

### Скандал с отменой выпуска в России
10 февраля 2022 года стало известно, что игровой набор «Свадебные истории» официально не выйдет на территории Российской Федерации. Решение было принято EA и Maxis. В частности на постере и в трейлере игрового набора изображается свадьба лесбийской пары. Разработчики заявили, что показанная ими история с двумя женщинами противоречила российским законам о гей-пропаганде, на основании чего они решили не выпускать дополнение в России, декларируя открытую поддержку ЛБГТК+.
Данная новость вызвала массовую и гневную реакцию у русскоязычного sims-сообщества, указывая на противоречивость такого решения, в частности The Sims 4 уже и так распространялась в России с рейтингом «18+», а значит игровой набор и его промо-материалы не нарушали закон на момент начала 2022 года. Например, в российских промо-материалах к The Sims 4 уже раннее множество раз изображались связанные с ЛГБТ элементы без внимания российских цензоров. Протесты против решения EA стали трендовыми в русскоязычном Твиттере, игроки под хештегом #WeddingsForRussia обвиняли разработчиков в дискриминации российского sims-сообщества, в том числе и российского ЛГБТ sims-сообщества под мнимым предлогом поддержки ЛГБТ.
16 февраля 2022 года команда Maxis заявила, что всё-таки выпустит набор в России с сохранением всех ЛГБТ промо-материалов, указывая на то, что прислушались к мнению sims-сообщества. По этой причине дата выхода была перенесена на 23 февраля всего мира, включая Россию. Тем не менее в связи с началом военной агрессии России против Украины, игровой набор, как и все остальные игры от EA Games были сняты с продажи в России и Беларуси.

## Музыка
Вместе с игровым набором в The Sims 4 была добавлен один сингл в жанре альтернативного рока и перезаписанный на симлише.
| №                   | Название            | Автор(ы)            | жанр/звучит в?      | Длительность |
| ------------------- | ------------------- | ------------------- | ------------------- | ------------ |
| 1.                  | «Good 2 Yourself»   | Life in Sweatpants  | инди                | 3:51         |
| Общая длительность: | Общая длительность: | Общая длительность: | Общая длительность: | 3:51         |

## Восприятие
| Сводный рейтинг    | Сводный рейтинг |
| Агрегатор          | Оценка          |
| ------------------ | --------------- |
| Metacritic         | 62 %            |
| Иноязычные издания |                 |
| Издание            | Оценка          |
| GAMES.CH           | 83 %            |
| KeenGamer          | 7/10            |
| Dexerto            | 6,5/10          |
| CD-Action          | 5/10            |
| Digital Spy        | [ 34 ]          |

Оценка игрового набора была неоднозначной, критики с одной стороны хвалили саму тему игрового набора и представленный городок, с другой стороны указывали на многочисленные внутриигровые ошибки. Критик сайта CD-Actopn заметила, что в немалой степени на негативное восприятие набора повлиял скандал вокруг его отказа выпуска в России.
Критик сайта Games.ch выразил восхищением тем фактом, что The Sims 4 отныне позволяет спланировать каждую мельчайшею деталь свадьбы. Критик похвалил и то, как разработчики постарались ввести некоторые культурные особенности вместо продвижения голливудских клише, тем не менее критик счёл репрезентацию в дополнении по прежнему слишком поверхностной и недостаточной. Игровой набор идеально подойдет игрокам, любящим планировать мероприятия. Аналогично рецензент Keengamer заметил, что игровой набор очевидно предназначен для игроков, любящих планировать свадьбы, позволяя подбирать желаемый формат свадьбы в соответствие с его вкусом, будь это скромное бракосочетание или помпезная свадьба. Представительница CD-Action отдельно выразила восхищение добавленным свадебным выпечкам. Напротив рецензент Games.ch счёл, что набор не сумел реализовать свой полный потенциал, например разработчики имели возможность ввести управляемую профессию планировщика свадьбы. Он также упоминал сюжетный твист, показанный в трейлере, где невеста во время свадьбы внезапно выбирает другую женщину вместо жениха. В реальности подобный сценарий невыполним в игре и это отдельно разочаровывает. 
Критики также похвалили городок Тартозу за его красоту и внимание к визуальным деталям. Представитель Games.ch назвал Тартозу свадебным раем. Редактор сайта Keengamer выразил уверенность, что игроки сразу же влюбятся в него и будут посещать этот город, даже просто чтобы любоваться его видами и пейзажами. Обозревательница сайта Dexerto назвала Тартозу одним из любимейших миров в The Sims 4. Тем не менее город чувствуется большой декорацией, с минимальным взаимодействием, ограничивающимся киосками. В этот городок так и просятся рестораны с отелями. Критик также похвалила обширную коллекцию свадебных нарядов, однако назвала имеющиеся варианты расцветок ЛГБТ неуклюжими, заметив что сама будучи представительницей ЛГБТ, ни в коем случае не будет использовать их на своих симах. Рецензентка CD-Action выразила разочарование по её мнению крайне ограниченным набором предметов режима строительства.  
Основная критика была связана со сломанным игровым процессом и обилием внутриигровых ошибок. В частности критики указывали на то, что гости на свадьбе постоянно отказываются выполнять нужные действия, не соблюдают установленный дресс код, замирают во время свадьбы, вынуждая игрока применять чит-коды, саботируют свадьбу или вовсе исчезают. Выполнять приказы игрока даже отказываются управляемые симы. Критик Dexerto заметил, что вышеописанные ошибки буквально срывают ход свадебной церемонии и не позволяют выполнять нужные действия, рецензентка CD-Action сравнила свою свадьбу с катастрофой. Критик сайта Digital Spy утверждал, что ошибки в игре и вовсе ни разу не позволили ему завершить свадебные церемонии, он подытожил, что в целом интересная идея была уничтожена полностью сломанным геймплеем. Аналогично представительница CD-Action подытожила, что идея набора и красивый городок не имеют значения, когда игровой набор предлагает до основания поломанный геймплей.